# Bomba terremoto
La bomba terremoto o bomba sísmica es un tipo de bomba de aviación que emplea un concepto desarrollado por el ingeniero aeronáutico británico Barnes Wallis a principios de la Segunda Guerra Mundial y utilizado en la fase final de dicha guerra contra objetivos estratégicos en Europa.

## Antecedentes
Ya antes de la Segunda Guerra Mundial se sabía que una onda de choque en un medio compresible (por ejemplo, el aire) decae rápidamente con la distancia. Además, debido a la impedancia acústica, una explosión en el aire no transfiere bien la cantidad de energía a un sólido. Esto implica que un impacto directo con bombas convencionales puede destruir la estructura sin protección, sin embargo, es relativamente fácil proteger los sitios importantes con una capa gruesa de hormigón. La onda de choque en este caso es reflejada por la superficie del hormigón sin causarle daño significativo. Y además el aumento de la carga explosiva en una bomba no da lugar a un aumento proporcional de los daños causados por esta. 
Al mismo tiempo una onda de choque en un medio incompresible, como puede ser el suelo o el agua, se extiende con más facilidad. Wallace descubrió que una explosión subterránea en el subsuelo se comporta como una onda de choque en un fluido, provocando vibraciones sísmicas locales y, además, sufre una reflexión mucho menor en la interfase. Así, una explosión subterránea hace mucho más daño a los edificios que una explosión de la superficie de la misma capacidad.
Debido a la gran cantidad de bajas causadas por las defensas antiaéreas, los ataques se realizaban mayoritariamente por la noche, lo cual disminuía la precisión de los bombardeos. Para compensar fuerzas aéreas, utilizaban el bombardeo por zonas, dejando caer un gran número de bombas sobre la zona probable. Aunque el impacto directo de una bomba ligera podría destruir un objetivo, era relativamente fácil proteger los blancos terrestres blindándolos con muchos metros de hormigón, y por lo tanto hacer las instalaciones críticas a prueba de bombas. 
Si una bomba podía ser diseñada para explotar bajo el suelo, el agua u otros materiales poco compresibles, la fuerza explosiva se transmitiría de manera más eficiente al objeto de destino. La idea de Wallis consistía en lanzar una bomba grande y pesada con una punta dura con una velocidad terminal supersónica para penetrar profundamente en la tierra. Entonces, al estallar bajo tierra, a ser posible al lado o debajo de un blanco endurecido, la onda de choque resultante podría producir el equivalente a un terremoto en miniatura, destruyendo las estructuras cercanas, tales como presas, ferrocarriles, viaductos, etc. Los refuerzos de hormigón del blanco probablemente servirían para transmitir la energía mejor y aumentar los daños. 
Wallis también sostenía que, si la bomba penetraba lo suficiente, la explosión rompería la superficie de la tierra y produciría una caverna subterránea (un camufleta) que eliminaría el apoyo en el subsuelo de la estructura, lo que provocaría su colapso. El proceso fue descrito gráficamente como  "efecto trampilla" o "caída de verdugo".

## Desarrollo

Tamaño relativo de las dos bombas terremoto

En 1941 Wallis presentó a las autoridades un documento titulado:  Una propuesta sobre un método para atacar a las potencias del Eje; en él exponía sus ideas para conseguir la interrupción la industria de Alemania y así eliminar su capacidad de lucha, y también sostenía que el bombardeo de precisión era prácticamente imposible en ese momento. La tecnología para el bombardero de precisión se desarrolló durante la Segunda Guerra Mundial, sin embargo, y las ideas de Wallis que se muestran a continuación, juzgadas a posteriori tenían posibilidades de éxito, teniendo en cuenta las limitaciones del momento.
El concepto inicial de Wallis era una bomba de diez toneladas que iba a explotar a unos 40 metros bajo tierra, un efecto similar a disparar una bala de diez toneladas hacia abajo (véase: Capacidad de penetración). Para lograr esto, la bomba se debería lanzar desde 40.000 pies (12.200 m). La RAF no tenía ninguna aeronave en el momento capaz de transportar una carga de bombas de diez toneladas en el aire, y mucho menos elevarse a tal altura. Wallis diseñó un avión de seis motores para la tarea, llamado el "Bombardero de la Victoria", pero no fue tomada en serio por la jerarquía militar y aparcó el proyecto
Entonces Wallis ideó una línea diferente con los ataques sobre la estructura industrial de Alemania, el desarrollo de un medio para destruir el suministro de energía hidroeléctrica. El problema para atacar las presas es que por un bombardero de altura presenta un blanco muy pequeño y para prevenir un ataque con aviones torpederos se instalan redes antitorpedo. Después de haber desarrollado y empleado con éxito la bomba de rebote que saltaba las redes y después se hundía explotando en la profundidad según su idea, su prestigio aumentó. Esto le permitió retomar su idea inicial pero con una bomba más pequeña la Tallboy que se construyó inicialmente sin un pedido del Ministerio. Las primeras eran propiedad del fabricante Vickers, no de la RAF, pero al demostrar su valía se subsanó esta anomalía. Más adelante se fabricó un modelo de mayores dimensiones, la Gran Slam de 10 toneladas.

## Empleo operacional
Aunque nunca fueron lanzadas desde más de unos de 25.000 pies (7.600m) frente a los proyectados 40.000 pies (12.200 m). Incluso desde esta altura relativamente baja, la bomba terremoto tuvo la capacidad de alterar la industria alemana, mientras causaba relativamente pocas bajas civiles. Se utilizó para inutilizar fábricas y emplazamientos de lanzamiento de V-1 y V-2, enterrar los cañones V-3, hundir al acorazado Tirpitz y dañar los refugios de U-Boot, así como para atacar a muchos otros objetivos que habían sido imposible de dañar antes. Uno de los ataques más espectaculares fue poco después del Día D, cuando una Tallboy se empleó para impedir el envío de tanques de refuerzo alemanes por tren. En lugar de hacer estallar las vías - que se pueden reparar en un o dos días - la bomba atacó un túnel cerca de Saumur. La bomba perforó a través de la roca, y estalló en el túnel. Como resultado, la línea ferroviaria permaneció inutilizada hasta el final de la guerra.
Aunque también resultaron ser eficaces contra blancos fuertemente blindados si conseguían un impacto directo no fueron diseñadas específicamente como bombas antibúnker.

## Desarrollo posterior
Después de la Segunda Guerra Mundial, Estados Unidos desarrolló la bomba de demolición T12 de 43,600 lb (19,800 kg) diseñada para crear un efecto terremoto. Dada la disponibilidad de las armas nucleares, sin embargo, hubo poco o ningún desarrollo de bombas convencionales capaces de penetrar profundamente hasta la primera Guerra del Golfo. En la operación Tormenta del Desierto se hizo evidente la necesidad de un penetrador profundo convencional. En tres semanas, un esfuerzo cooperativo dirigido por la División de Armamento de Sistemas en la Base Aérea Eglin, en Florida, desarrolló la bomba GBU-28 de 5,000 lb (2,300 kg) utilizada con éxito por los F-111F contra un complejo subterráneo profundo, no muy lejos de Bagdad justo antes del final de la guerra.
Los Estados Unidos han desarrollado una de 30.000 lb (14.000 kg) Massive Ordnance Penetrator, diseñada para atacar objetivos muy profundamente enterrados sin el uso de armas nucleares y su consiguiente riesgo de efectos secundarios.